# Antonin Pij
Antonin Pij (latinsko Titvs Fvlvivs Aelivs Hadrianvs Antoninvs Avgustvs Pivs), 15. cesar Rimskega cesarstva, ki je vladal od leta 138 do 161, * 19. september 86, Lanuvium, Rimsko cesarstvo, † 7. marec 161, Lorium, Rimsko cesarstvo. Bil je četrti izmed petih dobrih cesarjev iz Nervo-Antoninske dinastije.
Rojen v senatski družini je Antonin zasedal različne položaje med vladavino cesarja Hadrijana. Poročil se je z Hadrijanovo nečakinjo Faustino starejšo in ga je Hadrijan kratko pred smrtjo posvojil kot sina in naslednika. Antonin je pridobil cognomen Pij (Pius) po svojem dostopu do prestola, bodisi ker je prisilil senat, da deificira njegovega posvojitelja, bodisi ker je rešil senatorje obsojene na smrt s strani Hadrijana v njegovih kasnejših letih. Njegova vladavina je znana po mirnem stanju cesarstva, brez večjih upornikov ali vojaških vdora v tem času. Uspešna vojaška kampanja v južni Škotski na začetku njegove vladavine je pripeljala do gradnje Antoninovega zidu.
Antonin je bil učinkovit administrator, svojim naslednikom je zapustil velik presežek v zakladnici, razširil prost dostop do pitne vode po vsem cesarstvu, spodbujal pravno skladnost in olajševal podelitev državljanstva osvobojencem. Umrl je zaradi bolezni leta 161 n. št. in nasledil ga je njegov posvojeni sin Mark Avrelij in Lucij Ver kot socesar.

## Zgodnje življenje

### Otroštvo in družina
Antonin Pij se je rodil kot Titus Avrelij Fulvus Boionius Antonin leta 86, blizu Lanuviuma (današnji Lanuvio) v Italiji očetu Titusu Avreliju Fulvustu, konzulu leta 89, in ženi Arria Fadilla. Družina Avrelija Fulve je bila "Aurelia (gens)" družina, ki se je naselila v Nemaususu (danes Nîmes). Titus Avrelij Fulvus je bil sin senatorja istega imena, ki je kot legat III legije podpiral Vespazijana v njegovem poskusu za cesarsko mesto in je bil nagrajen s sufet konzulatom, plus običajnim pod Domicijanom leta 85. Družina Avrelja Fulve je bila torej razmeroma nova senatska družina iz Narbonske Galije, katere vzpon v pomembnost so podpirali Flavijci. Povezava med Antoninovo družino in njihovo domačo provinco pojasnjuje naraščajoči pomen položaja prokonzula Narbonske Galije v poznem drugem stoletju.
Antoninov oče ni imel drugih otrok in je umrl kmalu po svojem 89. običajnem konzulatu. Antonina je vzgajal njegov materin dedek Gnaeus Arrius Antonin, ki so ga sodobniki imeli za človeka integritete in kulture ter prijatelja Plinija Mlajšega. Arrius Antonini so bili starejša senatorska družina iz Italije, zelo vplivna med Nervinim vladanjem. Arria Fadilla, Antoninova mati, se je kasneje poročila z Publiusom Juliusom Lupusom, sufekt konzulom leta 98; iz tega zakona sta se rodili dve hčerki, Arria Lupula in Julia Fadilla.

### Poroka in otroci
Nekje med letoma 110 in 115 se je Antonin poročil z Annio Galerio Faustino Starejšo. Verjame se, da sta uživala v srečnem zakonu. Faustina je bila hči konzula Marka Anniusa Vera (II) in Rupilije Faustine (ki so jo pogosto smatrali za polsestro cesarice Vibije Sabine ali bolj verjetno vnukinjo cesarja Vitelija.) Faustina je bila lepa ženska in kljub govoricam o njenem značaju je jasno, da je Antonin zanjo zelo skrbel.
Faustina je Antoninu rodila štiri otroke, dva sinova in dve hčerki. To so bili:
- Mark Avrelij Fulvus Antonin (umrl pred 138); njegova sepukralna inskripcija je bila najdena pri Hadrijanovem mavzoleju v Rimu.[18][19][20]

- Mark Galerius Avrelij Antonin (umrl pred 138); njegova sepukralna inskripcija je bila najdena v Mauzoleju Hadrijana v Rimu.[18][21][22] Njegovo ime se pojavlja na grškem cesarskem kovancu.

- Aurelia Fadilla (umrla leta 135); poročila se je z Luciusom Plautiusom Lamijom Silvanusom, konzulom 145. Zdi se, da s svojim možem nista imela otrok; njena sepukralna inskripcija je bila najdena v Italiji.[23][24]

- Annia Galeria Faustina Minor ali Faustina Mlajša (med 125 in 130–175), bodoča rimska cesarica, se je v  letu146 poročila s svojim materinim bratrancem Markom Avrelijem.[8][25]

Ko je Faustina umrla leta 141 je bil Antonin zelo prizadet. V čast njenemu spominu je prosil senat, naj jo povzdigne v božanstvo in  določil gradnjo templja, ki naj bi bil zgrajen v Rimskem forumu v njenem imenu s svečnicami, ki so služile v njenem templju. Izdali so različne kovance z njenim portretom v njeno čast. Ti kovanci so imeli napis "DIVA FAUSTINA" in so bili bogato okrašeni. Nadalje je ustanovil dobrodelno organizacijo, ki jo je imenoval Puellae Faustinianae ali Dekleta Faustine, ki je pomagala revnim dekletom dobre družine. Na koncu je Antonin ustvaril nov program alimenta, rimski program socialne varnosti, kot del Cura Annonae.
Cesar se nikoli ni ponovno poročil. Namesto tega je živel z Galerijo Lysistrato, Faustinino osvobojenko. Konkubinat je bila oblika ženskega druženja, ki so jo včasih izbrali vplivni moški v starem Rimu, še posebej vdovci, kot so Vespazijan in Mark Avrelij. Njuna zveza ni mogla roditi legitimnih potomcev, ki bi lahko ogrožali morebitne dediče, kot so bili tisti od Antonina. Prav tako, ker ni bilo mogoče imeti žene in uradne konkubine (ali dveh konkubin) hkrati, se je Antonin izogibal pritiskom, da bi se poročil z plemkinjoiz druge družine. (Kasneje bo Mark Avrelij prav tako zavrnil napade svoje nekdanje zaročenke Ceionije Fabije, sestre Lucija Vera, z obrazložitvijo, da želi zaščititi svoje otroke pred mačeho in namesto tega vzel konkubino.)

### Prijateljstvo z Hadrijanom
S tem, da je zasedel urade kvestorja in pretorja z več kot običajnim uspehom, je leta 120 dobil konzulstvo, njegov kolega je bil Lucius Catilius Sever. Nato ga je cesar Hadrijan imenoval za enega od štirih prokonzulov za upravljanje rimsko Italijo. Njegova regija je vključevala Etrurija, kjer je imel posesti. Nato je močno povečal svoj ugled s svojim ravnanjem kot prokonzul province Azije, verjetno med letoma 134–135.
Pridobil je veliko naklonjenosti pri Hadrijanu, ki ga je 25. februarja 138 posvojil kot svojega sina in naslednika, po smrti njegovega prvega posvojenega sina Luciusa Aeliusa, pod pogojem, da bi Antonin tudi posvojil Marka Anniusa Vera, sina brata njegove žene in Luciusa, sina Luciusa Aeliusa, ki sta kasneje postala cesarja Mark Avrelij in Lucij Ver. Prav tako je (za kratek čas) prevzel ime Imperator Titus Aelius Caesar Antonin v pripravi na svojo vladavino. Zdi se, da je bilo nekaj nasprotovanja Antoninovemu imenovanju s strani drugih potencialnih upravičencev, med njimi njegovega nekdanji konzularni kolega Luciusa Catiliusa Severja, takrat prefekta mesta. Kljub temu je Antonin prevzel oblast brez nasprotovanja.

## Cesar
Ob svojem pristopu je Antoninovo ime in slog postal Imperator Caesar Titus Aelius Hadrijanus Antonin Augustus Pontifex maximus. Eno njegovih prvih dejanj kot cesarja je bilo prepričati senat, da podeli božanske časti Hadrijanu, katerih so se sprva branili; njegovi napori, da bi prepričal senat, da podeli te časti, so najverjetnejši razlog za njegov naziv Pius (dolžan v naklonjenosti; primerjaj pietas). Dva druga razloga za ta naziv sta, da je na senatnih zasedanjih podpiral svojega starejšega svaka in da je rešil tiste može, ki jih je Hadrijan med svojo boleznijo obsodil na smrt.
Takoj po Hadrijanovi smrti je Antonin pristopil k Marku in zaprosil, da se njegove poročna zaroka spremeni: zaroka z Markovo zaročenka Ceionio Fabio bi bila razveljavljena in zaročen bi bil namesto tega s Faustino, Antoninovo hčerko. Zaročitev Faustine z bratom Ceionie Fabije Lucijem Verom, Markovim bodočim socesarjem, bi prav tako morala biti razveljavljen. Mark je privolil v Antoninov predlog.
Antonin je gradil templje, gledališča in mavzoleje, spodbujal umetnost in znanost ter podeljeval časti in finančne nagrade učiteljem retorike in filozofije. Antonin je uvedel le malo začetnih sprememb, ko je postal cesar, saj je ureditev, ki jo je uvedel Hadrijan, pustil čim manj moteno. Epigrafska in prozopografska raziskava je pokazala, da je bila Antoninova cesarska vladarska ekipa osredotočena okoli skupine tesno povezanih senatorskih družin, katere so bile večinoma članice duhovniške skupnosti za kult Hadrijana, sodales Hadrijanales. Po besedah nemškega zgodovinarja H.G. Pflauma prozopografska raziskava Antoninove vladarske ekipe omogoča, da razumemo globoko konzervativen značaj vladajoče senatorske kaste.
Imel je palačne vile blizu Lanuviuma in Villo Magno (Lacij) ter svojo dediščino v Loriumu (Etrurija).

### Odsotnost vojn
Ni zapisov o njegovi vpletenosti v vojaška dejanja med njegovim mandatom, J. J. Wilkes pa ugotavlja, da verjetno nikoli ni videl ali poveljeval rimski vojski in da se v času svojega triindvajsetletnega vladanja ni nikoli približal legiji na manj kot 500 mi (800 km).
Njegova vladavina je bila najmirnejša v celotni zgodovini Principata, čeprav je v njegovem času v Imperiju prišlo do več vojaških nemirov. Takšni nemiri so se zgodile v Mavretaniji, kjer je bil senator imenovan za guvernerja v provinci Tingiška Mavretanija namesto običajnega konjeniškega prokuratorja in so bile pripeljane konjeniške okrepitve iz Panonije, mesta, kot sta bili Chellah in Tipasa pa so bila utrjena. Podobne nemiri so se zgodili v Judeji in med Briganti v Britaniji; vendar so te veljale za manj resne kot prejšnji (in kasnejši) upori med obema. Vendar pa je bilo v Britaniji, da se je Antonin odločil slediti novi, bolj agresivni poti, z imenovanjem novega guvernerja leta 139, Quintusa Lolliusa Urbicusa, domačina iz Numidije in prej guvernerja Spodnje Germanije ter "novus homo" (nova elita).
Po navodilih cesarja je Lollius izvedel invazijo na južno Škotsko, dosegel nekaj pomembnih zmag in zgradil Antoninov zid od Firth of Forth do Firth of Clyde. Vendar je bil zid kmalu postopoma zapuščen sredi 150-ih in končno opuščen pozno med vladavino Antonina (na začetku 160-ih) iz razlogov, ki še vedno niso jasni. Antoninov zid je omenjen le v enem literarnem viru, Antoninovi biografiji v Historia Augusta. Pavzanij naredi kratko in zmedeno omembo vojne v Britaniji. Na enem napisu v čast Antoninu,, ki ga je postavila II. legija Augusta, ki je sodelovala pri gradnji zidu, da relief, ki prikazuje štiri gole ujetnike, enega od njih obglavljenega, predstavlja neko dejansko vojno..
Čeprav je bila Antonino zid  veliko krajši (37 mi (60 km) v dolžino v primerjavi z 73 mi (117 km)) in na prvi pogled bolj obranljiv kot Hadrijanov zid, je bilo dodatno območje, ki je bilo med zidoma pusto, z zemljišči za pašo, ki so že propadala.  To je pomenilo, da so bile oskrbovalne poti do zidu bolj obremenjene, da so stroški vzdrževanja dodatnega ozemlja presegli koristi od te zemlje.  Prav tako zaradi odsotnosti urbanega razvoja in posledičnega manjka procesa romanizacije tega dela obzidja ni bilo mogoče trajno ukrotiti. 
Špekuliralo se je, da je bila invazija na nižinsko Škotsko in gradnja zidu predvsem povezana z notranjepolitičnimi razmerami, torej, da je Antonin imel priložnost pridobiti nekaj potrebnega vojaškega prestiža na začetku svoje vladavine. Po kampanji v Britaniji je sledila imperijska pozdravna gesta — torej je Antonin formalno drugič (in zadnjič) prevzel naslov "Imperator" leta 142.  Dejstvo, da so približno hkrati natisnili kovance, ki so naznanili zmago v Britaniji, kaže na Antoninovo potrebo po objavi svojih dosežkov.  Orator Mark Cornelius Fronto je kasneje dejal, da bi moral biti Antonin, čeprav je vodenje britanske kampanje prepustil drugim, obravnavan kot krmar, ki je usmerjal potovanje, katerega slava je zato pripadala njemu. 
Da je to iskanje nekega vojaškega dosežka zadostilo dejanski potrebi dokazuje dejstvo, da čeprav je bilo Antoninovo vladanje na splošno miroljubno, ni bilo poskusov poizkusov uzurpacije: Historia Augusta omenja dva, narejena s strani senatorjev Corneliusa Priscianusa ("zaradi motenja miru v Španiji";  Priscianus je bil tudi naslednik Lolliusa Urbicusa kot guvernerja Britanije) in Atiliusa Rufiusa Titianusa (morda nekoga, ki je bil že izgnan pod Hadrijanom ). Obe poskusa potrjuje "Fasti Ostienses" in brisanje Priscianusovega imena z inskripcij.  V obeh primerih Antonin formalno ni bil odgovoren za kasnejše represijee: Priscianus je storil samomor, Titianus pa je bil obsojen s strani Senata, medtem ko se je Antonin vzdržal zaplembe premoženja njihovih družin. 
V rimski Daciji je prišlo tudi do težav, ki so zahtevale dodelitev dodatnih pooblastil guvernerju in pošiljanje dodatnih vojakov v provinco. Na severni obali Črno morje je grško mesto Olbia kljubovalo Skitom. Prav tako je v času njegovega vladanja guverner Gornje Germanije, verjetno Gaius Popillius Carus Pedo, zgradil nove utrdbe v Agri decumatesu, razširil Limes Germanicus 15 mi (24 km) naprej v njegovi provinci in v sosednjo Retijo. Na vzhodu se je rimska suverenost nad Kraljevino Armenijo obdržala z izbiro Sohaemusa Armenskega za klientskega kralja v letu 140 n. št..
Kljub temu je bil Antonin pravzaprav edinstven med cesarji, ker je reševal te krize ne da bi zapustil Italijo niti enkrat med svojo vladavino, temveč je provincialne zadeve vojne in miru obravnaval preko njihovih guvernerjev ali preko cesarskih pisem mestom, kot je Efez (nekatera od teh so bila javno razstavljena). Njegovi sodobniki in poznejše generacije so zelo hvalili ta stil vladanja.
Antonin je bil zadnji rimski cesar, ki so ga priznala indijska kraljestva, še posebej Kušansko cesarstvo. Raoul McLaughlin navaja Avrelija Viktorja, ki je dejal: "Indijci, Baktrijci in Hirkanci so vsi poslali ambasadorje k Antoninu. Vsi so slišali o duhu pravičnosti, ki ga je imel ta veliki cesar, pravičnosti, ki jo je povečala njegova lepa in resna podoba ter njegova vitka in energična figura." Zaradi izbruhov Antoninske kuge in markomanskih vojn proti severnim germanskim plemenom je bila vladavina Marka Avrelija prisiljena spremeniti osredotočenost zunanje politike, zadeve, povezane s Daljnim vzhodom, pa so bile vse bolj zapostavljene v prid tistim, ki so neposredno zadevale preživetje cesarstva.

### Gospodarstvo in uprava
Antonin je bil spoštovan kot spreten administrator in gradbenik. Kljub obsežni gradbeni dejavnosti — prost dostop rimskega prebivalstva do pitne vode se je razširil z gradnjo akvaduktov, ne le v Rimu, ampak po vsem cesarstvu, pa tudi mostov in cest — je cesar vseeno uspel zapustiti za seboj znatno javno blagajno v višini okoli 2.7 milijard sestercev. Rim dolgo ni bil priča temu, da bi njegov naslednik imel presežek, vendar se je zakladnica skoraj takoj po Antoninovi vladavini izpraznila zaradi Antoninske kuge, ki so jo prinesli vojaki po partski zmagi. 
Cesar je znan po tem, da je začasno ustavil zbiranje davkov iz več mest, ki so jih prizadele naravne nesreče, kot so požari, ki so udarili  Rim in Narbono ter potresi, ki so prizadeli na Rodos in provinco Azijo. Ponudil je velike finančne donacije za obnovo in ponovno gradnjo različnih grških mest po dveh resnih potresih: prvi, ok. 140, ki je predvsem prizadel Rodos in druge otoke; drugi, leta 152, ki je zadel Kizik (kjer je bila uničen velik in pravkar zgrajen templjelj Hadrijanu), Efez in Smirno. Antoninova finančna pomoč mu je prinesla priznanje od grških pisateljev, kot sta Publij Elij Aristid in Pavzanij. Ta mesta so od Antonina prejela običajna častna priznanja, na primer, ko je ukazal, naj vsi azijski guvernerji ob nastopu funkcije vstopijo v provinco prek Efeza. Efez je bil še posebej privilegiran s strani Antonina, ki je potrdil in ohranil njegovo posebnost, da je imel dva templa za cesarski kult (neokorate), s čimer je imel prvo mesto na seznamu cesarskih častnih naslovov, prekašajoč tako Smirno kot Pergamon.
Pri svojih odnosih do mest, kjer so govorili grško je Antonin sledil politiki, ki jo je sprejel Hadrijan, da bi se približal lokalnim elitam, zlasti lokalnim intelektualcem: filozofi, učitelji literature, retoriki in zdravniki so bili izrecno oproščeni vseh dolžnosti, ki so vključevale zasebne stroške za javne namene, privilegij, ki ga je odobril Hadrijan ter ga je Antonin potrdil z ediktom, ohranjenim v zbirki rimskega prava (Digest). Antonin je prav tako ustanovil katedro za poučevanje retorike v Atenah.
Antonin je bil znan kot vnet opazovalec verskih obredov in formalnih praznovanj, tako rimskih kot tujih. Znan je po tem, da je vse bolj formaliziral uradni kult, ki so ga ponujali v Veliki materi-Kibeli, ki je od njegove vladavine naprej vključeval žrtvovanje bika (taurobolium), prej le zasebni obred, zdaj pa se izvajal tudi zaradi cesarjevega blagostanja. Antonin je prav tako nudil pokroviteljstvo kultu mitraizma, kateremu je postavil tempelj v Ostiji. Leta 148 je predsedoval praznovanju 900. obletnici ustanovitve Rima.

### Pravne reforme
Antonin si je prizadeval, da bi se prikazal kot uradnik res publica (javnih zadev), ne glede na to, kako obsežne in slabo opredeljene so bile njegove pristojnosti. Pripisuje mu se, da je razdelil cesarsko zakladnico, fiscus. Ta delitev je imela opraviti z razdelitvijo cesarskih posesti na dva dela. Prvič, sam fiscus, ali patrimonium, kar pomeni lastnino "cesarja", dediščine vsakega naslednika, ki je sedel na prestolu, prenesene na njegove naslednike v uradu, ne glede na njihovo prejšnje članstvo v cesarski družini. Drugič, res privata, "zasebne" lastnine, povezane z osebnim preživljanjem cesarja in njegove družine, nekaj podobnega Privy Purse (osebnih dohodkov, iz katerih je živela vadajoča dinastija). Anektoda v biografiji Historia Augusta, kjer Antonin odgovori Faustini (ki se je pritoževala nad njegovo skopostjo), da "smo pridobili imperij [in] izgubili celo to, kar smo imeli prej," se morda nanaša na Antoninove dejanske skrbi ob ustanovitvi res privata. Medtem, ko je bil še zasebni državljan, je Antonin znatno povečal svoje osebno bogastvo z različnimi dediščinami, kar je bil rezultat njegove skrbi za svoje sorodnike. Poleg tega je Antonin za seboj pustil sloves skopuha in je verjetno bil odločen, da ne pusti svoje osebne lastnine, da bi jo "pojedle zahteve cesarskega prestola".
Zemljišča res privata so lahko prodali in/ali podarili, medtem ko so se lastnine patrimonium obravnavale kot javne. To je bil način pretvarjanja, da je cesarska funkcija — in večina lastnin, povezanih z njo — javna, formalno podrejena oblasti senata in rimskega ljudstva. Da ločnica ni imela nobene vloge v poznejši politični zgodovini — da je osebna moč princepsa absorbirala njegovo vlogo kot nosilca uradne funkcije — dokazuje, da je avtokratna logika cesarskega reda že podredila stare republikanske institucije.
O javnih transakcijah v tem obdobju obstajajo le skopi podatki. Vendar pa sodeč po ohranjenem ozadju teh dvaindvajset let ni bilo bistveno bogatih z dogodki v primerjavi s tistimi pred in po vladavini. Vendar pa je Antonina zelo zanimal revizija in praksa zakona po celotnem cesarstvu. Ena njegovih glavnih skrbi je bila, da bi lokalne skupnosti prilagodile svoje pravne postopke obstoječim rimskim normam: v primeru, ki se je nanašal na zatiranje razbojništva s strani lokalnih policistov ("eirenarchov", grško za "mirovnike") v Mali Aziji, je Antonin naročil, da ti uradniki ne smejo obravnavati osumljencev kot že obsojenih ter naj vodijo podroben zapis svojih zasliševanj, ki bi ga uporabili v primeru pritožbe rimskemu guvernerju. Prav tako, čeprav Antonin ni bil inovator, ni vedno sledil strogi črki zakona. Namesto tega so ga vodile skrbi o človečnosti in enakosti in je v rimskem pravu  uvedel številna pomembna nova načela, temeljena na tej misli.
V tem je cesarju pomagalo pet glavnih pravnikov: Lucius Fulvius Aburnius Valens, avtor pravnih razprav; Lucius Ulpius Marcellus, ploden pisatelj; in trije drugi. Od teh treh je bil najbolj izstopajoč Lucius Volusius Maecianus, nekdanji vojaški uradnik, ki ga je Antonin spremenil v civilnega prokuratorja in ki je, glede na njegovo nadaljnjo kariero (odkrita na podlagi epigrafskih in prozopografskih raziskav), bil cesarjev najpomembnejši pravni svetovalec. Maecianus je bil na koncu izbran, da zasede različne prefekture (glej spodaj) in tudi, da vodi pravne študije Marka Avrelija. Bil je tudi avtor obsežnega dela o Fidei commissa (testamentalni skladi). Kot znak povečanega povezovanja med pravniki in cesarsko vlado, je Antoninova vladavina bila priča tudi izdaji Instituti Gaja pravnika Gaiusa, osnovnega pravnega učbenika za začetnike.
Antonin je sprejel ukrepe za olajšanje osvoboditve sužnjev. V glavnem je zagovarjal načelo favor libertatis, da bi domnevnemu osvobojencu dal dvom v korist, kadar je bil zahtevek po svobodi nejasen. Prav tako je kaznoval umor sužnja s strani njihovega lastnika brez predhodnega sojenja in določil, da se sužnje lahko prisilno proda drugemu lastniku po prokonzulu v primerih doslednega zlorabljanja. Antonin je podpiral uveljavitev pogodb za prodajo ženskih sužnjev, ki je prepovedovala njihovo nadaljnje zaposlovanje v prostituciji.  V kazenskem pravu je Antonin uvedel pomembno načelo domnevo nedolžnosti — torej, da obtoženi niso obravnavani kot krivi pred sojenjem,  kot pri irenarhih (glej zgoraj). Antonin je prav tako trdil, da je treba sojenje izvesti in kazen naložiti na kraju, kjer je bilo kaznivo dejanje storjeno. Omejil je uporabo mučenja pri preiskovanju sužnjev z določenimi omejitvami. Tako je prepovedal uporabo mučenja na otrocih, mlajših od štirinajst let, čeprav je to pravilo imelo izjeme. Vendar pa je treba poudariti, da je Antonin podaljšal, z uporabo reskripta, uporabo mučenja kot sredstva za pridobivanje dokazov v premoženjskih zadevah, ki je bilo do tedaj uporabljeno le v kazenskih zadevah. Prav tako je že v tem času mučenje prostih ljudi nizkega statusa (humiliores) postalo zakonito, kar dokazuje dejstvo, da je Antonin prostovoljno izrecno izvzel mestne svetnike in prav tako svobodne ljudi višjega ranga (honestiores) na splošno.
Ena izmed znamenitosti njegove vladavine se je zgodila leta 148, ko so obeležili 900. obletnico ustanovitve Rima z praznovanjem veličastnih iger v mestu. Trajalo je mnoge dni in veliko eksotičnih živali je bilo ubitih, vključno s sloni, žirafami, tigri, nosorogi, krokodili in povodnimi konji. Medtem, ko je to povečalo Antoninovo priljubljenost, je moral varčni cesar devalvirati rimsko valuto. Zmanjšal je srebrno čistost denarja z 89 % na 83,5 %, dejanska teža srebra pa je padla z 2,88 gramov na 2,68 gramov.
Antonin je verjetno tisti Antonin, ki je večkrat omenjen v Talmudu kot prijatelj rabina Judaha Ha-Nasija. V Talmudskem traktatu Avodah Zarah 10a–b je Rabin Judah — izjemno bogat in zelo cenjen v Rimu — delil tesno prijateljstvo z moškim po imenu Antonin (morda Antonin Pij), ki je pogosto iskal njegov nasvet o duhovnih (v tem kontekstu judovskih), filozofskih in upravnih zadevah.

### Diplomatska misija na Kitajskem
Prva skupina ljudi, ki je trdila, da je ambasadorska misija Rimljanov na Kitajsko, je bila zabeležena leta 166 n.š. v Hou Hanshu. Harper (2017) navaja, da je bila ambasada verjetno skupina trgovcev, kot mnogi rimski trgovci so potovali v Indijo in nekateri so morda šli še dlje, medtem ko ni nobenih zapisov o uradnih ambasadorjih Rima, ki bi potovali tako daleč na vzhod. Skupina je prišla do cesarja Huan iz dinastije Han in trdila, da je ambasada od "Anduna" (kitajsko: 安敦 āndūn; za Anton-inus), "kralja Daqina" (Rima). Ko je Antonin Pij umrl leta 161 in pustil imperij svojemu posvojenemu sinu Marku Avreliju (Antoninu) (z polnim imenom Marcus Aurelius Antoninus), je poslanec prispel leta 166, kar povzroča zmedo glede tega, kdo je poslal misijo, saj sta bila oba cesarja poimenovana "Antonin". Rimska misija je prišla z juga (zato verjetno po morju), vstopila je na Kitajsko skozi obmejno provinco Jiaozhi v Rinanu ali Tonkinu (današnji severni Vietnam). Prinesla je darila nosorogovih rogov, slonovine in želvinih oklepov. Besedilo izrecno navaja, da je to bil prvič, da je prišlo do neposrednega stika med obema državama.
Poleg tega je bil v grobnici Zahodni Han v Guangzhou ob Južnokitajskem morju najden kos rimske steklene posode iz obdobja republikanskega Rima, datiran v začetek 1. stoletja pred našim štetjem. Rimski zlati medaljoni, izdelani v času vladavine Antonina Pija in morda celo Marka Avrelija, so bili najdeni v Óc Eo v južnem Vietnamu, takrat delu kraljestva Funan blizu kitajske province Jiaozhi. To je morda bilo pristaniško mesto Kattigara, ki ga opisuje Ptolemaj (ok. 150) kot ga je obiskal grški mornar po imenu Aleksander in da leži onkraj Zlatega Hersoneza (tj. Malajski polotok). Rimski kovanci iz obdobja od vladavine Tiberija do Avrelijana so bili odkriti v Xi'an, Kitajska (glavno mesta dinastije Han Čangan), čeprav bistveno večja količina rimskih kovancev, odkritih v Indiji kaže, da je bila rimska pomorska trgovina za nakup kitajske svile osredotočena tam in ne na Kitajskem ali celo na kopenski svilni cesti, ki je potekala skozi starodavni Iran.

## Death and legacy
Leta 156 je Antonin Pij dopolnil 70 let. Težko se je vzdrževal pokonci brez opore. Začel je grizljati suh kruh, da bi si opomogel in ostal buden med jutranjimi sprejemi.
Mark Avrelij je bil že leta 140 skupaj z Antoninom imenovan za konzula in prejel naziv naziv Cezar, tj. očitnega dediča. Ko se je Antonin postaral, je Mark prevzel več administrativnih nalog. Markove administrativne naloge so se ponovno povečale po smrti enega Antoninovih najbolj zaupanja vrednih svetovalcev - Marka Gavija Maksima - leta 156 ali 157.
Gavij Maksim je bil dvajset let pretorijanski prefekt, funkcija, ki je bila prav tako administrativna kot vojaška. Gavij Maksim je bil odlikovan s konzularnimi insignijami in častmi, ki pripadajo senatorju. Imel je sloves zelo strogega človeka (vir severissimus, po Historia Augusta) in nekateri kolegi viteški prokuratorji so imeli do njega trajne zamere. Prokurator Gaius Censorius Niger je umrl, medtem ko je Gavius Maximus še živel. V oporoki je Censorius Niger obdolžil Maksimusa, kar je povzročilo resno zadrego enemu od dedičev, govorniku Frontu.
Smrt Gavija Maksima je sprožila spremembo v vladni zasedbi. Špekulira se, da je bil pravni svetovalec Lucius Volusius Maecianus, ki je prevzel vlogo sive eminence. Maecianus je bil kratek čas prefekt Egipta, nato pa Praefectus annonae v Rimu. Če je bil Maecianus tisti, ki je pridobil vpliv, je morda to storil z namenom, da pripravi prihajajočo - in brezprecedenčno - skupno nasledstvo. Leta 160 sta bila Mark in Lucij imenovana za skupna konzula za naslednje leto. Morda je bil Antonin že bolan; v vsakem primeru je umrl pred iztekom leta, verjetno 7. marca.
Dva dni pred njegovo smrtjo poroča biograf, da je bil Antonin na svojem dediščinskem posestvu v Lorium, v Etruriji, približno dvanajst mi (19 km) od Rima. Za večerjo je jedel alpski sir precej požrešno. Ponoči je bruhal; naslednji dan je imel vročino. Dan kasneje je sklical cesarski svet in predal in svojo hčerko Marku Avreliju. Cezar je dal ključne besede svojega življenja v zadnjem besedilu, ki ga je izrekel: ko je tribun nočne straže prišel vprašat za geslo, je odgovoril: "aequanimitas" (ravnodušnost). Potem se je obrnil, kot da se odpravlja spat in umrl. Njegova smrt je zaključila najdaljše vladavino po Augustusu (ki je prekosila Tiberija za nekaj mesecev). Njegov rekord za drugo najdaljšo vladavino ni bil presežen kar 168 let, vse do leta 329, ko ga je presegel Konstantin I. Veliki.
Pogrebne slovesnosti Antonina Pija so bile, po besedah biografa, "razkošne". Če je njegov pogreb sledil vzorcu preteklih pogrebov, bi bilo njegovo telo sežgano na gori na Marsovem polju v Rimu, medtem ko bi njegova duša vzletela v dom bogov na nebu. Vendar se zdi, da temu ni bilo tako: po njegovi Historia Augusta biografiji (ki se zdi, da reproducira prejšnje, podrobno poročilo) je bilo Antoninovo telo (in ne njegov pepel) pokopano v Hadrijanovem mavzoleju. Po sedemdnevnem premoru (justitium) sta Mark in Lucij nominirala svojega očeta za deifikacijo. V nasprotju z njihovim vedenjem med Antoninovo kampanjo za deifikacijo Hadrijana senat ni nasprotoval željam cesarjev. Flamen, ali kultni duhovnik, je bil imenovan za ministrstvo kulta deificiranega Antonina, zdaj Divus Antonin.
Na stebru, ki je bil posvečen Antoninu na Marsovem polju, in tempeju, ki ga je zgradil v Forumu leta 141 svoji deificirani ženi Faustini, je bil ponovno posvečen deificirani Faustini in deificiranemu Antoninu. Ohranil se je kot cerkev San Lorenzo v Mirandi.

### Historiografija
Edina ohranjena pripoved o njegovem življenju, ki nam je bila predana, je tista iz Historia Augusta, nezanesljivo in večinoma izmišljeno delo. Kljub temu še vedno vsebuje informacije, ki veljajo za razmeroma zanesljive; na primer, to je edini vir, ki omenja postavitev Antoninovega zidu v Britaniji.
Antonin je bil na mnoge načine ideal deželnega gospoda, ki ga niso hvalili le stari Rimljani, temveč tudi poznejši učenjaki klasične zgodovine, kot je bil Edward Gibbon ali avtor članka o Antoninu Piju v Enciklopediji Britannica Enajsta izdaja.
Nekaj mesecev kasneje, ob Hadrijanovi smrti, so ga rimski ljudje z navdušenjem sprejeli na prestolu, ki, po dolgem času, niso bili razočarani v svojih pričakovanjih o srečni vladavini. Saj je Antonin prišel na novo funkcijo s preprostimi okusi, prijazno naravo, široko izkušnjo, dobro ukalupljenim razumevanjem in iskreno željo po dobrobiti svojih podložnikov. Namesto da bi plenil, da bi podpiral svojo razsipnost, je izpraznil svojo zasebno zakladnico, da bi pomagal provincam in mestom v stiski in povsod izvajal togo varčevanje (od tod vzdevek κυμινοπριστης "razbijalec kumine"). Namesto da bi pretiraval za izdajo vsega, kar je bilo dovzetno za neugodno razlago, je prav zarote, ki so se spletle proti njemu, spremenil v priložnosti za dokazovanje svoje milosti. Namesto da bi spodbujal preganjanje kristjanov, jim je po vsem cesarstvu ponudil močno roko svoje zaščite. Namesto da bi dal priložnost za zatiranje, ki ga je imel za neločljivo povezano z cesarjevim napredovanjem skozi njegova ozemlja, se je zadovoljil s tem, da je vsa leta svojega vladanja preživel v Rimu ali njegovi okolici..

Nekateri zgodovinarji imajo manj pozitiven pogled na njegovo vladavino. Po besedah zgodovinarja J. B. Burya, 
kakor koli odličen je bil človek, Antonin skoraj ni bil velik državnik. Mir, ki ga je cesarstvo uživalo pod njegovimi okriljem, je bilo mogoče zahvaljujoč Hadrijanovi dejavnosti in ni bil posledica njegovih lastnih prizadevanj; z druge strani pa je politiko miru za vsako ceno prignal predaleč, kar je po njegovi smrti prineslo katastrofe državi. Ni imel niti izvirnosti ali sposobnosti pobude, niti ni imel vpogleda ali drznosti, da bi nadaljeval po novih poteh, ki jih je označil Hadrijan.
Nemški zgodovinar Ernst Kornemann je v svoji Römiški zgodovini [2 zvezka, ur. H. Bengtson, Stuttgart 1954] trdil, da je vladavina Antonina obsegala "zaporedje slabih priložnosti", glede na pretrese, ki so prišli. Ta argument ima osnovo, glede na to, da so Parti na vzhodu kmalu po Antoninovi smrti povzročili kar nekaj nereda. Kornemannov sklep je, da bi lahko Antonin vodil preventivno vojno, da bi preprečil te zunanje nevarnosti. Michael Grant se strinja, da je mogoče, da Parti morda ne bi mogli izbrati svojega trenutka za vojne spopade, če bi Antonin ukrepal odločilno prej (zdi se, da je na svoji smrtni postelji pripravljal obsežno akcijo proti Partom), vendar trenutni dokazi niso dokončni. Grant meni, da so Antonin in njegovi svetovalci delovalo odločno pri obravnavi mejnih nemirov v njegovem času, četudi pogoji za dolgotrajen mir niso bili ustvarjeni. Na splošno, po Grantovih besedah, se zdi, da slika Marka Avrelija o dobri Antoninovi vladavini zasluži hvalo, Antonin pa se zdi konzervativen in nacionalističen (čeprav je zmerno spoštoval in sledil Hadrijanovemu zgledu filhelelenizma), cesar, ki ni bil umazan z krvjo ne državljana in ne sovražnika, združil in vzdrževal Numa Pompilijevo srečo, mirno dolžnost in versko skrbnost ter katerega zakoni so odpravili anomalije in omilili ostre zakone.
Krzysztof Ulanowski trdi, da so trditve o vojaški neaktivnosti pretirane, glede na to, da čeprav viri hvalijo Antoninovo ljubezen do miru in njegova prizadevanja "bolje braniti, kot pa razširiti province", ga težko štejejo za pacifista, kar dokazuje osvojitev Nizozemske, gradnja Antoninovega zidu in širitev province Gornje Germanije. Ulanowski prav tako hvali Antonina, ker je bil uspešen pri odvračanju z diplomatskimi sredstvi.

### Potomci
Čeprav je samo eden od njegovih štirih otrok doživel zrela leta, je Antonin postal prednik štirih generacij uglednih Rimljanov, vključno s cesarjem Komodom. Hans-Georg Pflaum je identificiral pet neposrednih potomcev Antonina in Faustine, ki so bili konzuli v prvi polovici tretjega stoletja.
1. Mark Avrelij Fulvus Antonin (umrl pred letom 138), umrl mlad brez potomcev
2. Mark Galerij Avrelij Antonin (umrl pred letom 138), umrl mlad brez potomcev
3. Avrelija Fadilla (umrla leta 135), ki se je poročila z Lucijem Plavcijem Lamijo Silvanom, sufektnim konzulom leta 145;[144] noben otrok ni zagotovo znan.
4. Annia Galeria Faustina Mlajša (21. september med 125 in 130–175), je imela več otrok; tisti, ki so imeli otroke, so bili:[145]
  1. Annia Aurelia Galeria Lucilla (7. marec 150–182?), katere otroci so bili:
    1. Tiberij Klavdij Pompejan

  2. Annia Galeria Aurelia Faustina (151–?), katere otroci so bili:
    1. Tiberij Klavdij Sever Prokul
      1. cesarica Annia Faustina, tretja žena Elagabala

  3. Annia Aurelia Fadilla (159–po 211)
  4. Annia Cornificia Faustina Minor (160–213)